# Voices (canción de Disturbed)
«Voices» es una canción del grupo estadounidense de metal alternativo Disturbed, publicada en noviembre de 2000 como segundo sencillo de su álbum debut The Sickness. Alcanzó el lugar número 16 en el Mainstream Rock Tracks y el 18 en el Modern Rock Tracks.

## Video musical
El video musical fue dirigido por Gregory Dark. En él, muestra a un empleado ingresando a una oficina escuchando la canción "Stupify" con un walkman. A lo largo del video, el empleado tiene que enfrentarse a diversas situaciones que pueden conducir a un comportamiento hostil debido al asedio permanente por parte de sus compañeros de trabajo y se imagina vengarse de estos. También es perturbado por un lavado de cerebro del cantante, David Draiman. Mientras se ve a la banda en un concierto en una estación de subterráneos, en el que tiempo después se suma el empleado al pogo con el público.

## Listado de canciones
CD 1
1. «Voices» – 3:11
2. «Stupify» Live – 5:26
3. «The Game» Live – 3:53

CD 2
1. «Voices» – 3:11
2. «Down with the Sickness» Live – 6:19
3. «Voices» Video musical – 3:27

## Posiciones en lista
| Año  | Lista                                     | Posición |
| ---- | ----------------------------------------- | -------- |
| 2000 | Estados Unidos (Modern Rock Tracks)       | 18       |
| 2000 | Estados Unidos (Mainstream Rock Tracks)   | 16       |
| 2000 | Reino Unido (The Official Charts Company) | 52       |